# Jaime Agulló
Jaime Agulló  Gutiérrez-Rave fue un historietista y animador español que desarrolló gran parte de su carrera profesional en Televisión Española (Madrid, 1930-1994).

## Biografía
Jaime Aguilló trabajó como animador, ilustrador y dibujante en el departamento de grafismo de Television Española donde ingresó en 1964. Allí compartió su actividad profesional con los rotulistas e ilustradores Lorenzo Cifuentes, Felipe Giménez de la Rosa, Pepe Ruiz Moreno y Ángel Esteban Lozano.  En 1974, para sustituir a la conocida Familia Telerín, creó a los "Televicentes"  que fueron ya filmados en color. Desde 1973, Televisión Española había comenzado a emitir algunos espacios en color por el sistema PAL. Agulló creó también para el conocido programa "Un, dos, tres..." la mascota "Botilde". En 1991 fue nombrado jefe del departamento de grafismo en Prado del Rey.
Al margen de la televisión, realizó historietas para la revista Trinca y en el estudio de Beaumont.

## Obra
| Años | Título                | Guionista     | Tipo  | Publicación                                          |
| ---- | --------------------- | ------------- | ----- | ---------------------------------------------------- |
| 1970 | Tintilla              | Óscar Banegas | Serie | Trinca                                               |
| 1970 | Locomotoro            | Óscar Banegas | Serie | Trinca                                               |
| 1970 | Los Chiripitifláticos | Óscar Banegas | Serie | El Cuco, suplemento de historietas del diario Pueblo |